# Kogaionon ungureanui
Kogaionon ungureanui este un mamifer din Cretacicul Superior, descoperit în România. A trăit în Transilvania, în zona Sânpetru, Hațeg, în același timp cu ultimii dinozauri și face parte din ordinul Multituberculata, astăzi dispărut. A fost numit după muntele sfânt al vechilor daci. Este clasificat în subordinul Cimolodonta, familia Kogaionidae. Genul Kogaionon a primit numele de la Rădulescu și Samson în anul 1996.
Kogaionon ungureanui este un animal mic, de la care s-a păstrat un craniu aproape complet. Numele acestuia a fost dat ca semn de apreciere pentru geologul Costin Ungureanu.